# Lagoa Seca
Lagoa Seca este un oraș în Paraíba (PB), Brazilia.